# Złota plaża
Złota plaża – trzeci album zespołu Kolor wydany przez wytwórnię Green Star latem 1997 na kasecie magnetofonowej i po raz pierwszy na płycie kompaktowej. Nagrania dokonano w Studiu Cezar w Białymstoku.
Do piosenek „Złota plaża”, „Miłość jak wiatr” oraz „Ballada o Nadziei” zostały nakręcone teledyski. Teledysk „Złota plaża” był najczęściej emitowanym teledyskiem w programie Disco Polo Live.

## Lista utworów

### Wersja kasetowa
Strona A:
1. „Złota plaża” (muz. zapożyczona[a], sł. A. Adamowska) – 3:37
2. „Miłość jak wiatr” (muz. i sł. M. Zrajkowska) – 3:33
3. „Ballada o Nadziei” (muz. i sł. M. Zrajkowska) – 3:38
4. „Ore, ore” (muz. i sł. ludowe) – 3:30
5. „Żegnaj morski brzeg” (muz. i sł. M. Zrajkowska) – 5:12
6. „Ta nasza miłość” (muz. i sł. M. Zrajkowska) – 1:55

Strona B:
1. „Jeśli nie pokochasz mnie” (muz. ludowa, sł. M. Zrajkowska) – 3:31
2. „Rozmowa z Deszczem” (muz. E. Sienkiewicz, sł. A. Adamowska) – 4:42
3. „Powiedz różo” (muz. A. Babik, sł. A. Adamowska) – 3:30
4. „Zanim skończy się dzień” (muz. ludowa, sł. M. Zrajkowska) – 3:11
5. „Ballada o Marii Magdalenie” (muz. i sł. Z. Nowak) – 4:02
6. „Jego «love»” (muz. C. Just, sł. M. Zrajkowska) – 3:54

### Wersja płytowa
1. „Złota plaża” (muz. zapożyczona[a], sł. A. Adamowska) – 3:37
2. „Miłość jak wiatr” (muz. i sł. M. Zrajkowska) – 3:33
3. „Ballada o Nadziei” (muz. i sł. M. Zrajkowska) – 3:38
4. „Ore, ore” (muz. i sł. ludowe) – 3:30
5. „Żegnaj morski brzeg” (muz. i sł. M. Zrajkowska) – 5:12
6. „Ta nasza miłość” (muz. i sł. M. Zrajkowska) – 1:55
7. „Jeśli nie pokochasz mnie” (muz. ludowa, sł. M. Zrajkowska) – 3:31
8. „Rozmowa z Deszczem” (muz. E. Sienkiewicz, sł. A. Adamowska) – 4:42
9. „Powiedz różo” (muz. A. Babik, sł. A. Adamowska) – 3:30
10. „Zanim skończy się dzień” (muz. ludowa, sł. M. Zrajkowska) – 3:11
11. „Ballada o Marii Magdalenie” (muz. i sł. Z. Nowak) – 4:02
12. „Jego «love»” (muz. C. Just, sł. M. Zrajkowska) – 3:54